# Receptura (przepis)
Receptura – wykaz składników, wzór, lub przepis normujący zestaw składników określonego produktu.
W odróżnieniu od „specyfikacji konstrukcyjnej” (zwanej również „rozwinięciem struktury produktu”), która również jest wykazem składników, lecz niedopuszczającym odchyleń, receptura charakteryzuje się pewnym stopniem niedookreślenia.
Objawia się to w sposobie formułowania receptury, podającej zwykle:
- proporcje składników w stosunku do składnika podstawowego (...na jedną część składnika A weź X części składnika B...) lub w stosunku do produktu gotowego (...weź X% składnika A, Y% składnika B...)
- stan pożądany (dodawaj składnik aż do uzyskania...)
- wskazówki co do kolejności wprowadzania składników.